# Чалия (приток Рио-Чико)
Чалия (исп. Río Chalía) — река в аргентинской провинции Санта-Крус, крупнейший приток Рио-Чико. Протекает по территории департаментов Лаго-Архентино и Корпен-Айке. Длина реки 230,7 километров, площадь водосборного бассейна составляет 9354,5 км².
Начинается на восточных склонах плато Месета-Вьенто к югу от озёр Сан-Мартин и Тар и к северу от озера Вьедма. Течёт в общем восточном направлении, постоянных крупных притоков не имеет, из временных самый крупный — Лос-Пайсанос. природные ландшафты долины реки представлены степью с доминированием ковыля, мятлика и овсяницы.
Расход воды на водомерном посту Трес-Лагос в среднем течении реки равен 1,67 м³/с. Максимум стока приходится на ноябрь и декабрь.
Крупнейшие населённые пункты на берегах реки — городки Трес-Лагос, Мата-Амарилья, Лагуна-Гранде и Корпен-Айке.